# Miguelina Guirao
Miguelina Guirao es una investigadora científica argentina, especialista en procesos sensoriales y cognitivos. Fundadora y Directora del Laboratorio de Investigaciones Sensoriales (LIS), Consejo Nacional de Investigaciones Científicas y Técnicas (CONICET), Universidad de Buenos Aires (UBA). Miembro de la Carrera de Investigador Científico (Clase Superior) CONICET. 

## Estudios
Obtuvo su título de Profesora de Filosofía en la Facultad de Filosofía y Letras de la Universidad de Buenos Aires. Siguió luego un Postgrado de Perfeccionamiento en Psicología Experimental presentando su tesis en la Universidad Católica de Milán (Italia). Obtuvo una beca externa del CONICET para iniciarse en la investigación de los sentidos humanos en el Laboratory of  Psychophysics de la Harvard University, Cambridge, Massachusetts, USA.

## Trayectoria profesional
De vuelta en el país ingresó a la Carrera del Investigador Científico del CONICET. Comenzó a trabajar en la Facultad de Ingeniería de la Universidad de Buenos Aires (FI-UBA) donde dictó Psicoacústica como profesora Adjunta de la Cátedra de Electroacústica. 
A instancias de su Director de Trabajos que era el Dr. Bernardo Houssay, cambió su lugar de trabajo a la Cátedra de Biofísica de la Facultad de Medicina UBA. Se dedicó a la formación de investigadores reuniendo graduados de diferentes carreras universitarias. De ese modo comenzó a funcionar LIS que en el año 1968 pasó a depender del Departamento de Investigación y Docencia del Hospital de Clínicas de la UBA. El LIS fue reconocido oficialmente como Centro dependiente del CONICET en el año 1972. Más tarde y por espacio de dos décadas tuvo su propia sede en la Escuela de Salud Pública UBA. Volvió luego al Hospital de Clínicas donde actualmente forma parte del INGEM CONICET Facultad de Medicina UBA.
Como directora del LIS introdujo en el país la investigación interdisciplinaria sobre procesos sensoriales. Como su director en Harvard, S. S. Stevens, que era un pensador transdisciplinario sus contribuciones científicas aparecen en revistas tan variadas como las que versan sobre audición, visión, psicofísica, fisiología, sentidos químicos, percepción de habla, lingüística e inteligencia artificial. 
Ha orientado la transferencia de los conocimientos principalmente a los sectores de educación, salud, lingüística, inteligencia artificial y tecnología de alimentos. En los últimos años en los proyectos del LIS participan bioingenieros, lingüistas y fonoaudiólogos interesados en la percepción y comunicación por habla y en los lenguajes artificiales de las máquinas. También participan bioquímicos y expertos en alimentos interesados en analizar las sensaciones (gusto, olfato, trigeminales y otras) que componen el sabor.   
Tiene una larga trayectoria en la docencia. En Argentina ha sido Profesora de Psicología Experimental en la Universidad Nacional del Litoral de Rosario y en la Facultad de Psicología de la Universidad del Salvador. Profesora Adjunta de Electroacústica, en la Facultad de Ingeniería UBA. Ha dictado cursos en la Cátedra de Otorrinolaringología de la Facultad de Medicina UBA. 
Ha dado un notable impulso al intercambio científico con el exterior trayendo a su Laboratorio un considerable número de destacados científicos, que además de participar en proyectos de investigación conjunta con los investigadores del LIS, dictaron cursos y conferencias.
Por su parte, se ha desempeñado como investigadora y docente en varias universidades del exterior. Entre otras, en USA ha sido contratada dos veces por la Universidad de Harvard y ha trabajado también en la Northeastern University de Boston y en la University de Cincinnati de Ohio. En Japón ha desarrollado varios proyectos de investigación conjunta con las universidades de Hokkaido y Tokio y ha dado seminarios en Kioto y Osaka. En Francia ha trabajado en el Laboratoire de Psychophysique Sensorielle, Universite Louis Pasteur de Strasbourg, y en Suecia en el Departamento de Psicología de la Stocholm University.  
A mayo de 2018, se desempeña como investigadora ad honorem en el LIS INGEM CONICET.

## Premios y distinciones
Entre otras distinciones, mereció el Premio Dr. Eduardo Obejero 1967-1968-1969, otorgado por la Facultad de Medicina de la UBA. Obtuvo la Beca Fulbright 1982. En 1993 recibió el Premio CONCIENCIA por su dedicación a la investigación. En 2002 recibió un Award from the International Society for Psychophysics (ISP), “Por la creación del LIS, único en su género en América Latina, por la destacada trayectoria que ha cumplido como directora de ese Instituto y como Investigadora Superior del CONICET”.

## Publicaciones
Sus trabajos se han publicado en revistas de diferentes ramas científicas: acústica, visión, informática, lingüística y fonética, ciencias de la conducta, sentidos químicos, tecnología de alimentos y fisiología sensorial. Su libro Los Sentidos, Bases de la Percepción, fue la primera publicación sobre el tema de los sentidos en lengua castellana. De este libro se han tomado nuevas definiciones y conceptos científicos con los que se acuñaron nuevos términos para diccionarios en lengua castellana. La Enciclopedia Iberoamericana de Psiquiatría, los reproduce en varios de sus capítulos. Además algunos temas de este libro se publican en textos de enseñanza secundaría.
Ha publicado el libro Estudio Estadístico del Español (en colaboración), que contiene una base de datos de fonemas, sílabas y palabras del español de Buenos Aires.
Ha editado el libro Procesos Sensoriales y Cognitivos que incluye artículos presentados en adhesión al XXV Aniversario del Laboratorio de Investigaciones Sensoriales (LIS)
Publica los INFORMES ANUALES del LIS que aparecen en forma ininterrumpida desde el año 1968.
Ha escrito capítulos en varios libros y un centenar de artículos en revistas científicas internacionales y nacionales. 
Tiene una Patente (en colaboración) por la construcción de un Equipo para medir los tiempos de reacción al sabor (gusto, pungencia y otros estímulos químicos), en parte publicado en Journal of Sensory Studies.